# Dasophrys silvestris
Dasophrys silvestris là một loài ruồi trong họ Asilidae. Dasophrys silvestris được Londt miêu tả năm 1981. Loài này phân bố ở vùng nhiệt đới châu Phi.